# Халкиопа (дочь Еврипила)
Халкиопа (др.-греч. Χαλκιόπη) — жительница Коса. Дочь Еврипила, царя Коса, куда Геракла занесло бурей, насланной Герой, за что она (Гера) была наказана Зевсом подвешиванием на высотах Олимпа.
Когда Геракл, убив ее отца царя Еврипила, взял её в жены, он был одет в пестрое женское платье, память о чем сохранилась в обрядах на острове.

Геракл, отплыв от Трои на шести кораблях, попал в бурю и потерял их все, кроме одного. На этом оставшемся его принесло к Косу и выбросило на мыс Лакетер. У Геракла не было ничего, кроме людей и оружия; и вот, повстречавши стадо овец, он попросил у пастуха одного барана. Пастух этот по имени Антагор был в расцвете сил и предложил Гераклу побороться с ним: если Геракл победит, то получит барана. И они сошлись врукопашную; а так как на помощь Антагору пришли меропы, а Гераклу — эллины, то драка вышла жестокая. Тут-то, говорят, Геракл, изнемогши [e] один против многих, бежал к какой-то фракиянке и скрылся, переодевшись в женское платье. И когда потом, осилив меропов и очистившись от убийств, он взял Халкиопу в жены, то на свадьбе он был одет в пестрое женское платье. Потому-то жрец совершает обряд на месте, где было сражение, а женихи принимают своих невест, наряженные в женское платье. (Плутарх. Греческие вопросы 58).

Родила Гераклу Феттала/Фессала. (По Гигину, жена Фессала, мать Антифа. Вероятно, это ошибка Гигина, а не самостоятельная версия). Евстафий Солунский в комментарии к «Илиаде» дает вариант имени сына как «Еврипил» (очевидно, путая с именем её отца).